# Twee levens in een hart
Twee levens in een hart is een korte documentaire van filmmaker Marijn Poels. De film volgt twee Marokkaanse hoofdkarakters Lakhdar Maazouzi (83) en Larbi Yahyia (68), die beiden in Nederland terechtkwamen als gastarbeider en nog altijd in Nederland wonen. Het verhaal concentreert zich op het sociaal dilemma dat ze door hun kinderen, die uiteindelijk opgroeiden met de Nederlandse cultuur, niet meer zo gemakkelijk terug kunnen gaan naar Marokko.
Het verhaal speelt zich af rondom de stad Oujda in het oosten van Marokko en in Nederlands Limburg. Twee levens in een hart ging november 2014 in première in het Limburgs Museum Venlo en werd diezelfde maand uitgezonden op L1. 25 maart 2015 won de documentaire de NL-Award. Een onderscheidingen voor de beste producties van de Nederlandse regionale omroepen.